# Christian Nilsson
Christian Nilsson (Karlstad, 25 mei 1979) is een voormalig professioneel golfer uit Zweden.

## Amateur
Christian speelde in de nationale selectie van 1996 - 1998 en bereikte een handicap van +3.

### Teamdeelnames
- Eisenhower Trophy: 1998

## Professional
Nilsson werd in 1999 professional en speelde vanaf 2001 op de Challenge Tour. In 2005 haalde hij een kaart voor de Europese Tour van 2006. Na twee jaar speelde hij weer op de Challenge Tour, maar daar won hij in 2009 won het Saint-Omer Open en werd hij o.a. 2de bij de Castelló Masters achter Michael Jonzon. Hij eindigde in de Race To Dubai op de 90ste plaats en speelde in 2010 dus weer op de Europese Tour.

### Overwinningen
| Jaar | Toernooi                              | Tour                                |
| ---- | ------------------------------------- | ----------------------------------- |
| 2000 | Vattenfall Berga Open                 | Zweedse Mini-Tour                   |
| 2002 | Telehuset Larvik Open                 | Nordic Golf League                  |
| 2005 | Øresund Masters                       | Telia Tour                          |
| 2005 | Hydro-Texaco Open                     | Nordic Golf League                  |
| 2009 | Saint-Omer Open                       | Europese PGA Tour en Challenge Tour |
| 2011 | Värmland Open                         | SGF Golf Ranking                    |
| 2012 | Värmland Open                         | SGF Golf Ranking                    |
| 2017 | Kumla Open by Malmbergs Elektriska AB | Future Series                       |
| 2017 | Bråviken Open                         | Future Series                       |
| 2017 | OVAKO Hagge Open                      | Future Series                       |
| 2018 | Hårga Open                            | Future Series                       |